# Палија Амбелија
Палија Амбелија или Старе Лозе (грч. Παλιά Αμπέλια) је насељено место у општини Еордеја у периферији Западна Македонија, Грчка. Према попису из 2021. године био је 1 становник.
Насеље је основано педесетих година 20. века у атару села Дурутово и сматра се предграђем Кајлара. Име је добило по месту где су се накада налазили виногради мештана Дурутова.